# Chris Cairns
Christopher Lance Cairns, ONZM (* 13. Juni 1970 in Picton, Neuseeland) ist ein ehemaliger neuseeländischer Cricketspieler und Mannschaftskapitän der neuseeländischen Nationalmannschaft. Er war trotz seiner vielen Verletzungen einer der erfolgreichsten All-rounder im internationalen Cricket.

## Kindheit und Ausbildung
Cairns Vater, Lance Cairns, war selbst zwischen 1974 und 1985 Teil der neuseeländischen Cricket-Nationalmannschaft. Cairn spielte in seiner Jugend nicht nur Cricket, sondern auch Rigby Union und war Teil der Reservemannschaft für die U17-Nationalmannschaft. Im Jahr 1988 nahm er für Neuseeland an der ICC U19-Cricket-Weltmeisterschaft 1988 teil.

## Zeit als Aktiver

### Aufstieg in die Nationalmannschaft
Als 18-Jähriger erhielt er ein Stipendium um für Nottinghamshire zu spielen. So machte er für diese sein First-Class-Debüt gegen Kent in der County Championship 1988. In der Saison 1988/89 spielte er dann auch seine ersten First-Class-Spiele für die Northern Districts in der Neuseeländischen Meisterschaft. Nur ein Jahr später gab er sein Test-Debut für die neuseeländische Nationalmannschaft in einem Test in Australien. Dabei zog er sich eine Rückenverletzung zu.
Sei ODI-Debut gab er im Februar 1991 gegen England, wobei er 2 Wickets für 41 Runs als Bowler erzielte. Im dritten ODI der Tour konnte er sogar 4 Wickets für 55 Runs erreichen. Kurz darauf absolvierte er einen Test gegen Sri Lanka und konnte dort Bowling-Ergebnisse von 4/136 im ersten Innings und 5/75 im zweiten erreichen und erzielte so sein erstes 5-for. Im Jahr darauf, abermals gegen England konnte er mit 61 Runs im ersten Test sein erstes internationales Fifty erzielen. Im zweiten gelangen ihm im ersten Innings ein Bowling-Ergebnis von 6 Wickets für 52 Runs.
In der Folge konnte er sich im Team etablieren. Im ersten Test der Tour in Australien 1993/94 gelangen ihm 78 Runs. In der daran anschließenden Benson & Hedges World Series 1993/94 konnte er im Spiel gegen Südafrika nicht nur 70 Runs erzielen, sondern ebenso als Bowler 2 Wickets für 44 Runs. In der Saison darauf stach vor allem sein Ergebnis von 72 Runs und 2 Wickets für 49 Runs gegen Sri Lanka im ersten ODI heraus, nachdem er für die vorhergehende Test-Serie noch verletzt war.

### Erste Weltmeisterschaft
Die Saison 1995/96 war geprägt von den Vorbereitungen zum Cricket World Cup 1996. Im vierten ODI der Tour in Indien gelang ihm mit 103 Runs in 87 Bällen sein erstes Century. Auch erzielte er 3 Wickets für 37 Runs im Bowling. Diese Leistung brachte ihm trotz der Niederlage in diesem Spiel die Auszeichnung als Spieler des Spiels ein. Ein mit 54 Runs weiteres Half-Century gegen Pakistan im zweiten ODI, sowie 76 Runs und Bowling Ergebnisse von 4/51 und 3/114 im Test der Tour zeigten ebenfalls seine Wichtigkeit als All-rounder für das Team. Bei der letzten Tour vor der Weltmeisterschaft konnte er im zweiten Test gegen Simbabwe nicht nur ein half-Century über 57 Runs im ersten Innings, sondern mit 120 Runs in 96 Bällen im zweiten auch sein erstes Test-Century erzielen.
Beim Cricket World Cup 1996 konnte er im zweiten Spiel gegen die Niederlande mit 52 Runs ein Half-Century erzielen. Im letzten Gruppenspiel gegen Pakistan gelangen ihm, noch einmal 32 Runs, jedoch konnte er bei der Viertelfinal-Niederlage gegen Australien kaum etwas beitragen. Im Anschluss spielte er mit Neuseeland in den West Indies und konnte dort zunächst in der ODI-Serie überzeugen. Dann zog er sich jedoch eine Rippenverletzung vor der anschließenden Test-Serie zu und fiel für den ersten Test aus. Daraufhin kam es zum Bruch mit dem Coach der Nationalmannschaft, Glenn Turner und er verließ vorzeitig die Tour vor dem zweiten test um für Nottinghamshire zu spielen. Nachdem jedoch Neuseeland dagegen protestierte ließ Nottinghamshire Cairns zunächst nicht spielen unter dem Vorwand das dieser nicht Fit sei.

### Auf dem Weg zum Karrierehöhepunkt
Im November 1996 gehörte er wieder zum Team und spielte zunächst auf der Tour in Pakistan, wo er im ersten Test 93 Runs im zweiten Innings erzielte. Daraufhin reiste er mit dem Team in die Vereinigten Arabischen Emirate, um dort gegen Pakistan und Sri Lanka ein Drei-Nationen-Turnier zu absolvieren. Dort gelang es ihm vor allem als Bowler in Erscheinung zu treten, als er in allen fünf Spielen, die er absolvierte, jeweils zwei Wickets erzielte und in einem Spiel gegen Pakistan sogar 3 Wickets für 18 Runs erzielte. Auch gelang ihm in einem Spiel gegen Sri Lanka mit 71 Runs ein Half-Century zu erzielen und nachdem er mit dieser Leistung das Spiel drehen konnte, wurde er als Spieler des Spiels ausgezeichnet. Auf einer anschließenden Tour gegen England konnte Cairns im ersten Test 67 Runs erzielen und im dritten Test zwei weitere Half-Centuries über 57 und 52 Runs. In der ODI-Serie konnte er ein weiteres Fifty über 79 Runs hinzufügen. Jedoch bekam er während der Tour Probleme mit seinem linken Knöchel, mit dem er beim Bowling landet und konnte so für die verbliebenen Spiele der Saison nicht als Bowler aktiv werden. Er verschob die Operation bis in den Sommer um weiterhin als Batsman im Einsatz zu sein. So konnte er auf der Tour gegen Sri Lanka sowohl in der Test Serie mit 70 Runs und in der ODI-Serie mit 56 Runs jeweils ein Half-Century erzielen.
In der Saison 1997/98 konnte er zunächst in Simbabwe mit 71* Runs in Tests und 71 Runs in ODIs jeweils ein Half-Century erzielen, wobei letzterem ihm eine Spieler-des-Spiels-Auszeichnung einbrachte. Daraufhin reiste er mit dem Team nach Australien. Hier konnte er im ersten Test nicht nur ein Fifty über 64 Runs erzielen, sondern mit 4/90 und 3/54 wieder im Bowling überzeugen. Im zweiten Test gelang ihm ebenfalls mit 52 Runs ein Half-Century und mit 4 Wickets für 86 Runs ein gutes Bowling-Ergebnis. In dem dazugehörigen ODI-Turnier, bei dem auch Südafrika teilnahm gelangen ihm gegen diese zwei Half-Centuries über 55 und 64 Runs und gegen Australien eine Bowling-Leistung von 4/40. Im Frühjahr 1998 kam es zum Gegenbesuch Australiens für eine ODI-Serie und auch hier konnte er mit einem Fifty über 67 Runs und einem 5/42 im Bowling, seiner bis dahin besten ODI-Bowling-Leistung, überzeugen. Beim Coca-Cola Cup 1997/98 bei dem in den vereinigten Arabischen Emiraten neben Australien auch Indien teilnahm, konnte er die Saison mit einem weiteren Fifty (56 Runs) gegen Australien abschließen.
Die Saison 1998/99 diente wieder der Vorbereitung auf eine Weltmeisterschaft. Dabei kam es zunächst zur Tour gegen Indien. In der Test-Serie über zwei Tests konnte er im ersten ein Fifty über 61 Runs im zweiten innings erzielen und hatte einen wichtigen Anteil am Gewinn seiner Mannschaft. Im zweiten Test, der in einem Remis endete, wurde er mit 126 Runs aus 202 Bällen und einer Bowling-Leistung von 4 Wickets für 107 Runs zum Spieler des Spiels gewählt. In der ODI-Serie konnte er im dritten Spiel mit 115 Runs aus 80 Bällen ein weiteres Century erzielen und wurde abermals als Spieler des Spiels ausgezeichnet. Beim Cricket World Cup 1999 in England konnte er ein weiteres Fifty mit 60 Runs in der Vorrunde gegen Australien erzielen und hatte so einen wichtigen Anteil am Gewinn des Spiels, was auch die Qualifikation für die zweite Runde sicherte. Nachdem auch diese überstanden wurde, traf man im Halbfinale auf Pakistan. Trotz seiner 44*-Runs konnte Neuseeland hier nicht bestehen, auch weil Cairns mit seinem Wicket nur das einzige seiner Mannschaft bei der 9-Wicket-Niederlage erzielte.

### Gewinn des ICC KnockOut
Nach der Weltmeisterschaft verblieb er mit dem Team in England für eine Test-Serie. Dort konnte er im zweiten Test durch sein Bowling von 6 Wickets für 77 Runs entscheidenden Anteil am Sieg des Spiels nehmen. Im vierten und letzten Test der Serie erzielte er nicht nur 5 Wickets für 31 Runs im Bowling, sondern auch 80 Runs im zweiten Innings, womit Neuseeland auch diesen test gewann und damit die Serie. Für diese Leistung wurde er als Spieler des Spiels und der Serie ausgezeichnet und erhielt im Folgejahr die Wisden-Cricketers-of-the-Year-Auszeichnung.
Die Saison 1999/2000 begann mit einer Tour in Indien, wo Cairns in den Tests zwei Half-Centuries (53 und 72 Runs) erzielte und in den ODIs ein weiteres (80 Runs) und eine Auszeichnung als Spieler des Spiels. Daraufhin folgte eine Tour gegen die West Indies, wo er im ersten Test abermals ein Fifty (72 Runs) erzielte sowie eine Bowling-Leistung on 7 Wickets für 27 Runs, was ihm die Auszeichnung als Spieler des Spiels einbrachte. In den ODIs erfolgte ein weiteres Half-Century (75 Runs). Im Frühjahr konnte er ein weiteres Mal in Tests gegen Australien überzeugen. Im zweiten test erzielte er im ersten Innings ein Century über 102 Runs aus 138 Bällen und im zweiten noch einmal ein Half-Century über 69 Runs. Dennoch unterlag Neuseeland in dem Spiel mit 6 Wickets. Im dritten Test erzielte er noch ein weiteres Fifty über 71 Runs.
Die Saison 2000/01 startete mit einer Tour in Simbabwe, wobei er im ersten Test eine Bowling-.Leistung von 5 Wickets für 31 Runs und im zweiten Test mit 124 Runs aus 174 Bällen ein Century erzielte. Daraufhin spielte er im ICC KnockOut 2000 in Kenia. Nachdem er nach dem Viertelfinale gegen Simbabwe wegen einer Knie-Verletzung das Halbfinale gegen Pakistan nicht bestreiten konnte, war er für das Finale wieder einsatzfähig. Dort gelang ihm gegen Indien mit einem Century über 102* Runs aus 113 Bällen den Gegner 2 Bälle vor Schluss einzuholen und so für Neuseeland ihre erste internationale Trophäe zu gewinnen. Er wurde als Spieler des Finales ausgezeichnet.

### Vermehrte Verletzungen
Im Anschluss an den ICC KnockOut verblieb das Team in Südafrika und Cairns konnte dort ein Half-Century über 84 Runs im letzten ODI erzielen. Daraufhin fiel er zwei Monate aus und konnte auf der Tour gegen Simbabwe nur drei Overs bowlen, bevor seine Knie-Verletzung wieder aufbrach. Daraufhin musste er operiert werden und fiel den Rest der Saison aus.
Im November 2001 konnte er wieder spielen und nahm an der Tour in Australien teil. Dort konnte er im ersten Test mit 61 Runs und 5 Wickets für 146 Runs sich zurück melden. Darauf folgte eine Tour gegen Bangladesch, wo ihm im ersten Test 7 Wickets für 53 Runs gelangen. Zurück in Australien für ein Drei-Nationen Turnier mit dem Gastgeber und Südafrika erzielte er ein Century gegen Südafrika über 102 Runs in 99 Bällen und jeweils ein Half-Century gegen beide Mannschaften (55 und 57 Runs). Nach einer Tour gegen England, wo er noch einmal ein Half-Century (58 Runs) erzielte zog er sich abermals eine Knieverletzung zu. Wieder musste er operiert werden und fiel für den Rest des Jahres aus.
Seine Rückkehr hatte er bei der Tour gegen Indien zu Beginn des Jahres 2003, wobei er zunächst nicht als Bowler in Erscheinung trat. Daraufhin nahm er mit dem Team am Cricket World Cup 2003 als Vize-Kapitän in Südafrika teil. Dort fiel er unter anderem auf Grund eines Zwischenfalls vor einem Nachtclub auf, bei dem er Schläge ins Gesicht erlitt. Seine beste Leistung erzielte er bei dem Turnier im Zwischenrundenspiel gegen Simbabwe, als er gegen Simbabwe 54 Runs erzielte. Dennoch blieb dieses Spiel der einzige Sieg in der Super Six Runde und man konnte sich so nicht für das Halbfinale qualifizieren. Im Sommer 2003 zog er sich in der County Championship für Nottinghamshire spielend einen Handknöchelbruch zu und musste abermals pausieren.

### Ende der Karriere
In der Saison 2003/04 konnte er zunächst in Pakistan ein Half-Century über 84* Runs erzielen, wobei dies die einzige nennenswerte Leistung in zehn ODIs gegen das Team waren die in der Saison stattfanden. Im Februar 2004 kam Südafrika für eine Tour nach Neuseeland und auch dort erzielte er im ersten ODI ein Fifty über 69 Runs. In der Test-Serie konnte er im zweiten Test zunächst ein Century über 158 Runs in 171 Bällen erzielen und war damit erst der sechste Spieler der in Tests als All-rounder 200 Wickets und 3000 Runs erzielte. Im dritten Test konnte er noch einmal 69 Runs hinzufügen. Im April 2004 gab er bekannt, dass der aus familiären Gründen vom Test-Cricket zurücktreten wolle. Somit war die Test-Serie in England seine letzte. Im ersten Test konnte er 82 Runs erzielen und ihm gelang dabei den damaligen Rekord an erzielten Sixes von Viv Richards einzuholen. In seinem letzten Test in Trent Bridge, der Heimat von Nottinghamshire, konnte er insgesamt 9 Wickets erzielen. Im ersten Innings erreichte er 5 Wickets für 79 Runs und im zweiten 4 Wickets für 108 Runs.
Nach seinem Rücktritt konzentrierte er sich auf das ODI-Cricket. Im ersten ODI in Bangladesch auf der Tour in der Saison 2004/2005 konnte er 74 Runs erzielen und wurde als Spieler des Spiels ausgezeichnet. Ebenso erzielte er ein Half-Century (50 Runs) in der sich anschließenden Tour in Australien. Im Februar 2005 war er Teil des ersten Twenty20 International, konnte jedoch keine wichtige rolle spielen. Im Januar nahm er am World Cricket Tsunami Appeal als Teil der ICC World XI teil und konnte im Spiel gegen Asia XI ein Fifty über 69 Runs erzielen. Sein letztes Half-Century erzielte er bei der Tour gegen Neuseeland im Dezember 2005. Es war erwartet worden, dass er bis zum Cricket World Cup 2007 international spielen würde, jedoch verkündete er im Januar 2006 seinen Rücktritt. Sein letztes internationales Spiel bestritt er bei seinem zweiten Twenty20 gegen die West Indies.
Im September 2007 wurde bekannt, dass Cairns für die Indian Cricket League unterschrieben hatte und er spielte für die Chandigarh Lions. Da die Liga ohne Zustimmung des Board of Control for Cricket in India als Rebel-League etabliert wurde, wurde er vom neuseeländischen verband für internationales Cricket gesperrt. Auch in der Saison 2008 spielte er in der ICL. Da er eine Knöchelverletzung verschwieg wurde er von seinem Team suspendiert. Dinesh Mongia der von seiner Verletzung gewusst haben soll, wurde ebenfalls suspendiert. Kurz darauf wurden Berichte bekannt, dass Mongia an Match Fixing beteiligt gewesen sein soll, was seine Anwälte und die von Cairns verneinten.
Seinen letzten Einsatz für Nottinghamshire hatte er im Twenty20 Cup 2008.

## Nach seiner aktiven Zeit
Im Jahr 2010 verklagte Cairns Lalit Modi, der als Commissioner der Indian Premier League in Kommentaren auf Twitter und anderen Medien verkündete, dass Cairns nicht für die Liga spielen solle, da dieser in Wettbetrug verwickelt sei. Im Gerichtsverfahren vor dem High Court of Justice in London wurden ihm von ehemaligen Mitspielern der Chandigarh Lions Verfehlungen vorgeworfen. Cairns konnte das Verfahren im Jahr 2012 bezüglich Verleumdung gewinnen, und auch die Berufung wurde zu seinen Gunsten entschieden.
Im Jahr 2014 wurden erneut Korruptionsvorwürfe laut und wurde deshalb von der Polizei in England vernommen. Daraufhin wurde er im September 2014 wegen Falschaussagen und Behinderung der Justiz im Prozess gegen Modi angeklagt. Nach einem neun-wöchigen Prozess wurde er für nicht schuldig befunden.
Nach seiner aktiven Karriere war er unter anderem Cricket-Kommentator für da neuseeländische Sky Sport und leitete ein Unternehmen, das sich auf virtuellen Sport spezialisiert hat. Um die Kosten der Gerichtsverfahren zu stemmen, wurde bekannt, dass er als sich als Truck-Fahrer und Reinigungspersonal für Bushaltestellen in Auckland betätigte.
Im August 2021 wurde er nach einer Aortendissektion in Canberra, wo er seit seiner Heirat in 2010 lebt, auf die Intensivstation verlegt. Komplikationen führten dann zu einem Rückenmarksinfarkt. Nach fünf Monaten wurde er aus dem Krankenhaus entlassen und kurz darauf bei ihm Darmkrebs diagnostiziert.